# Flughafen Rumjatar

i7
i11
i13
Der Flughafen Rumjatar (Nepali रुम्जाटार बिमानस्थल, IATA-Code: RUM, ICAO-Code: VNRT) ist ein nationaler STOL/AFIS-Flughafen in Nepal. Er liegt in der Nähe des Ortes Rumjatar auf einer Höhe von 1371 Metern.

## Fluggesellschaften und Ziele
Der Flughafen Rumjatar wird von Nepal Airlines und Tara Air angeflogen.
| Fluggesellschaften | Ziele            |
| ------------------ | ---------------- |
| Nepal Airlines     | Kathmandu, Lukla |
| Tara Air           | Kathmandu        |